# Vierschanzentournee 2004/05
Die 53. Vierschanzentournee 2004/05 war Teil des Skisprung-Weltcups 2004/2005. Das Springen in Oberstdorf fand am 29. Dezember statt, am 1. Januar das Springen in Garmisch-Partenkirchen und am 3. Januar das Springen in Innsbruck. Die Veranstaltung in Bischofshofen schließlich fand am 6. Januar statt.

## Teilnehmer
| Nation              | Athleten |
| ------------------- | --- |
| Deutschland         | Ferdinand Bader, Kai Bracht, Christian Bruder, Alexander Herr, Stephan Hocke, Mark Krauspenhaar, Maximilian Mechler, Julian Musiol, Michael Neumayer, Hans Petrat, Stefan Pieper, Jörg Ritzerfeld, Martin Schmitt, Georg Späth, Michael Uhrmann, Andreas Wank                                 |
| Österreich          | Manuel Fettner, Andreas Goldberger, Mathias Hafele, Stefan Kaiser, Martin Koch, Andreas Kofler, Martin Höllwarth, Florian Liegl, Wolfgang Loitzl, Thomas Morgenstern, Roland Müller, Christian Nagiller, Balthasar Schneider, Reinhard Schwarzenberger, Stefan Thurnbichler, Andreas Widhölzl |
| Belarus             | Maksim Anissimau |
| Volksrepublik China | Li Yang, Tian Zhandong, Wang Jianxun |
| Estland             | Jaan Juris, Jens Salumae |
| Finnland            | Janne Ahonen, Risto Jussilainen, Tami Kiuru, Veli-Matti Lindström, Matti Hautamäki |
| Frankreich          | Emmanuel Chedal, Nicolas Dessum, David Lazzaroni |
| Japan               | Kazuyoshi Funaki, Akira Higashi, Daiki Itō, Noriaki Kasai, Hideharu Miyahira, Kazuya Yoshioka |
| Kasachstan          | Radik Schaparow, Assan Toqtaqynow |
| Niederlande         | Boy van Baarle |
| Norwegen            | Lars Bystøl, Daniel Forfang, Tommy Ingebrigtsen, Roar Ljøkelsøy, Sigurd Pettersen, Bjørn Einar Romøren, Morten Solem, Henning Stensrud |
| Polen               | Krystian Długopolski, Stefan Hula, Adam Małysz, Robert Mateja |
| Russland            | Ildar Fatkullin, Dmitri Ipatow, Dmitri Wassiljew |
| Schweden            | Johan Eriksson |
| Schweiz             | Simon Ammann, Andreas Küttel, Michael Möllinger, Marco Steinauer |
| Slowakei            | Martin Mesík |
| Slowenien           | Rok Benkovič, Jernej Damjan, Robert Kranjec, Primož Peterka, Peter Žonta, Bine Zupan |
| Südkorea            | Kim Hyun-ki, Kang Chil-gu |
| Tschechien          | Michal Doležal, Antonín Hájek, Jakub Janda, Jan Matura, Jan Mazoch |
| Vereinigte Staaten  | Alan Alborn, Clint Jones |

## Oberstdorf

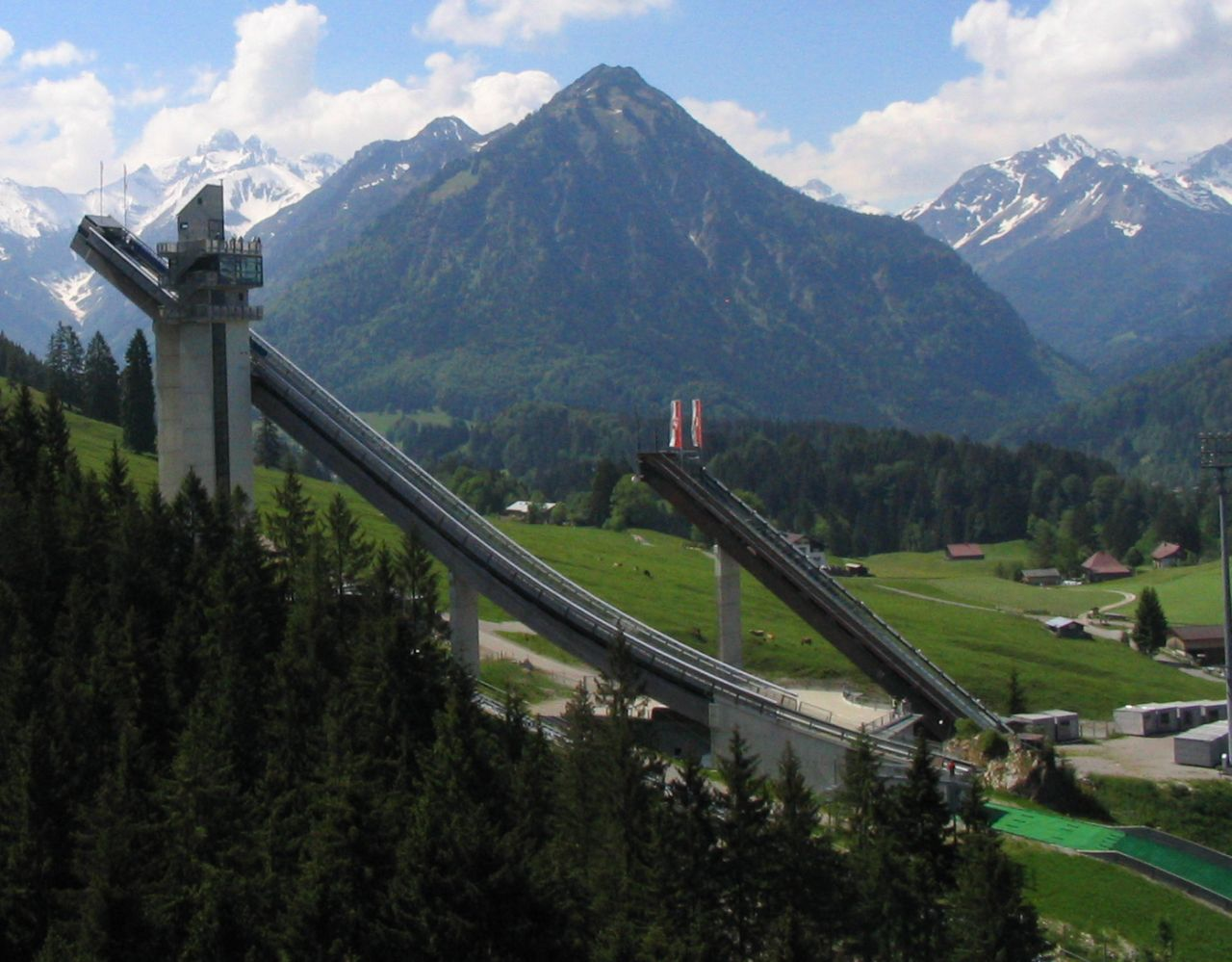
Die Schanze in Oberstdorf

- Datum: 29. Dezember 2004
- Uhrzeit: 16.30 Uhr
- Land:  Deutschland
- Schanze: Schattenbergschanze

| Pos. | Springer           | Land        | Punkte |
| ---- | ------------------ | ----------- | ------ |
| 1    | Janne Ahonen       | Finnland    | 268,4  |
| 2    | Roar Ljøkelsøy     | Norwegen    | 258,8  |
| 3    | Adam Małysz        | Polen       | 253,8  |
| 4    | Daiki Itō          | Japan       | 247,5  |
| 5    | Martin Höllwarth   | Österreich  | 245,7  |
| 6    | Matti Hautamäki    | Finnland    | 244,7  |
| 7    | Jernej Damjan      | Slowenien   | 243,1  |
| 8    | Michael Uhrmann    | Deutschland | 242,7  |
| 9    | Jakub Janda        | Tschechien  | 242,0  |
| 10   | Dmitri Wassiljew   | Russland    | 239,9  |
| 11   | Thomas Morgenstern | Österreich  | 238,5  |
| 12   | Risto Jussilainen  | Finnland    | 238,1  |
| 13   | Daniel Forfang     | Norwegen    | 236,8  |
| 13   | Robert Mateja      | Polen       | 235,1  |
| 15   | Noriaki Kasai      | Japan       | 234,2  |

## Garmisch-Partenkirchen

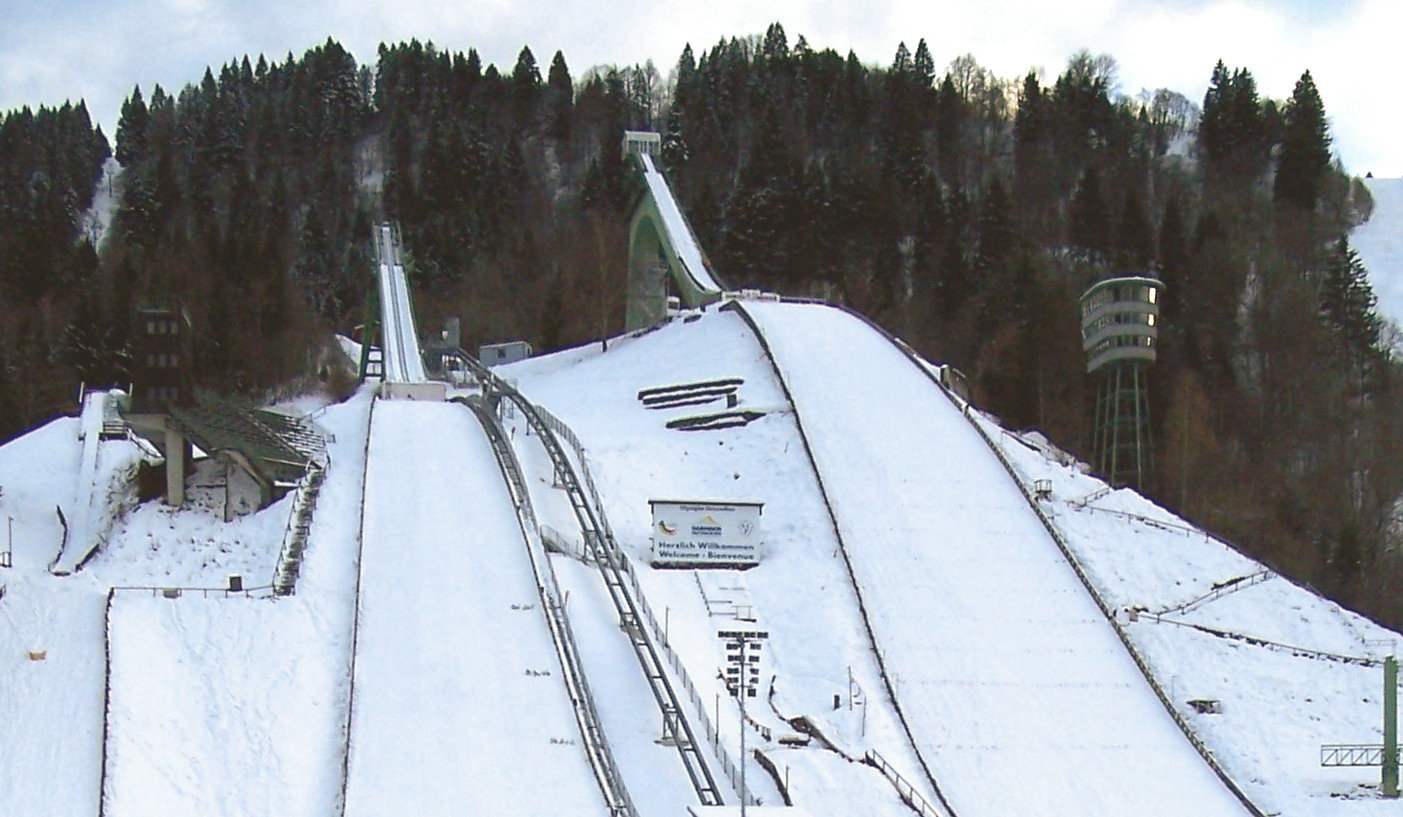
Die Schanze in Garmisch-Partenkirchen

- Datum: 1. Januar 2005
- Uhrzeit: 13.45 Uhr
- Land:  Deutschland
- Schanze: Große Olympiaschanze

| Pos. | Springer           | Land        | Punkte |
| ---- | ------------------ | ----------- | ------ |
| 1    | Janne Ahonen       | Finnland    | 260,1  |
| 2    | Thomas Morgenstern | Österreich  | 254,1  |
| 3    | Georg Späth        | Deutschland | 247,2  |
| 4    | Martin Höllwarth   | Österreich  | 243,0  |
| 5    | Michael Uhrmann    | Deutschland | 236,6  |
| 6    | Jakub Janda        | Tschechien  | 233,1  |
| 7    | Roar Ljøkelsøy     | Norwegen    | 232,6  |
| 7    | Adam Małysz        | Polen       | 232,6  |
| 9    | Andreas Widhölzl   | Österreich  | 229,5  |
| 10   | Daiki Itō          | Japan       | 228,1  |
| 11   | Matti Hautamäki    | Finnland    | 228,0  |
| 12   | Robert Mateja      | Polen       | 227,5  |
| 13   | Sigurd Pettersen   | Norwegen    | 225,3  |
| 14   | Andreas Küttel     | Schweiz     | 224,8  |
| 15   | Noriaki Kasai      | Japan       | 223,0  |

## Innsbruck

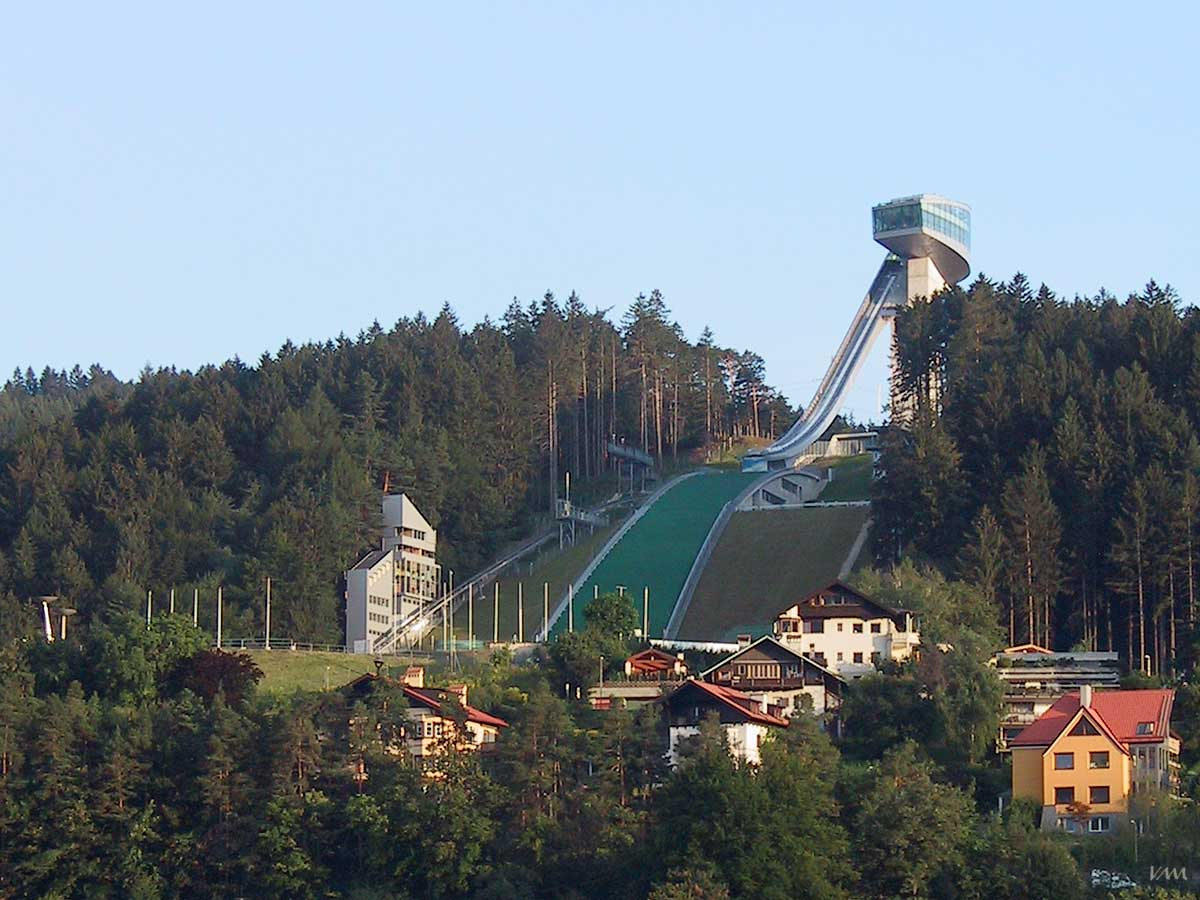
Die Schanze in Innsbruck

- Datum: 3. Januar 2005
- Uhrzeit: 13.45 Uhr
- Land:  Österreich
- Schanze: Bergiselschanze

| Pos. | Springer           | Land        | Punkte |
| ---- | ------------------ | ----------- | ------ |
| 1    | Janne Ahonen       | Finnland    | 243,8  |
| 2    | Adam Małysz        | Polen       | 236,8  |
| 3    | Jakub Janda        | Tschechien  | 232,5  |
| 4    | Thomas Morgenstern | Österreich  | 229,0  |
| 5    | Martin Höllwarth   | Österreich  | 228,5  |
| 6    | Andreas Widhölzl   | Österreich  | 227,3  |
| 7    | Martin Schmitt     | Deutschland | 223,7  |
| 8    | Michael Uhrmann    | Deutschland | 220,3  |
| 9    | Akira Higashi      | Japan       | 219,9  |
| 10   | Tommy Ingebrigtsen | Norwegen    | 218,5  |
| 11   | Daiki Itō          | Japan       | 217,6  |
| 12   | Jernej Damjan      | Slowenien   | 216,6  |
| 13   | Roar Ljøkelsøy     | Norwegen    | 215,6  |
| 14   | Nicolas Dessum     | Frankreich  | 215,0  |
| 15   | Andreas Küttel     | Schweiz     | 214,9  |

## Bischofshofen

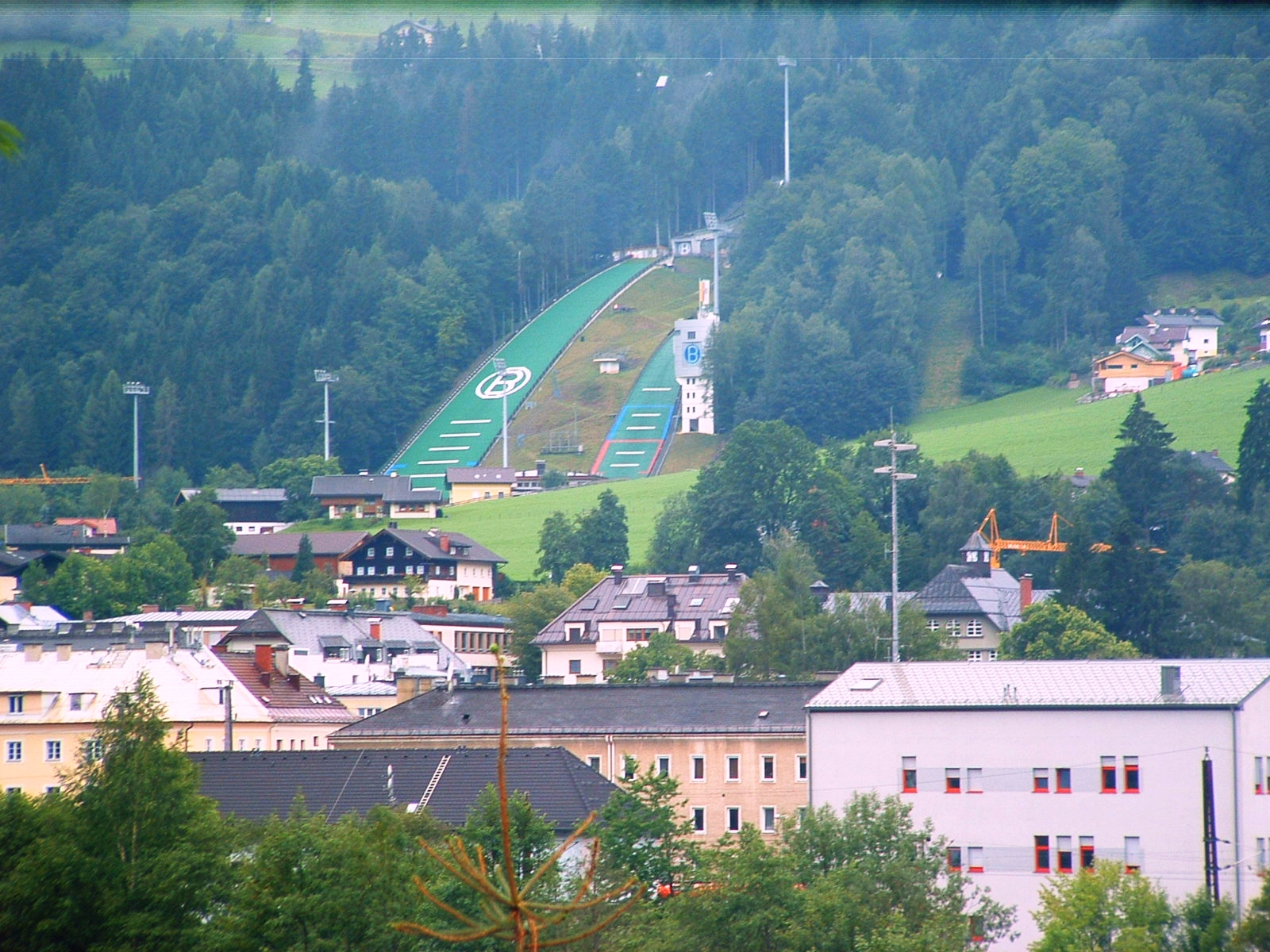
Die Schanze in Bischofshofen

- Datum: 6. Januar 2005
- Uhrzeit: 16.30 Uhr
- Land:  Österreich
- Schanze: Paul-Außerleitner-Schanze

| Pos. | Springer           | Land        | Punkte |
| ---- | ------------------ | ----------- | ------ |
| 1    | Martin Höllwarth   | Österreich  | 277,0  |
| 2    | Janne Ahonen       | Finnland    | 271,0  |
| 3    | Daiki Itō          | Japan       | 269,5  |
| 4    | Jakub Janda        | Tschechien  | 265,2  |
| 5    | Thomas Morgenstern | Österreich  | 263,9  |
| 6    | Roar Ljøkelsøy     | Norwegen    | 262,7  |
| 7    | Adam Małysz        | Polen       | 262,1  |
| 8    | Georg Späth        | Deutschland | 256,3  |
| 9    | Sigurd Pettersen   | Norwegen    | 252,1  |
| 10   | Noriaki Kasai      | Japan       | 245,9  |
| 11   | Wolfgang Loitzl    | Österreich  | 245,1  |
| 12   | Matti Hautamäki    | Finnland    | 242,4  |
| 13   | Michael Uhrmann    | Deutschland | 239,4  |
| 14   | Dmitri Wassiljew   | Russland    | 227,5  |
| 15   | Daniel Forfang     | Norwegen    | 227,4  |

## Gesamtstand
| Pos. | Springer           | Land        | Punkte |
| ---- | ------------------ | ----------- | ------ |
| 1    | Janne Ahonen       | Finnland    | 1043,3 |
| 2    | Martin Höllwarth   | Österreich  | 994,2  |
| 3    | Thomas Morgenstern | Österreich  | 985,5  |
| 4    | Adam Małysz        | Polen       | 985,3  |
| 5    | Jakub Janda        | Tschechien  | 972,8  |
| 6    | Roar Ljøkelsøy     | Norwegen    | 969,7  |
| 7    | Daiki Itō          | Japan       | 962,7  |
| 8    | Michael Uhrmann    | Deutschland | 939,0  |
| 9    | Georg Späth        | Deutschland | 928,5  |
| 10   | Matti Hautamäki    | Finnland    | 922,2  |
| 11   | Noriaki Kasai      | Japan       | 907,1  |
| 12   | Dmitri Wassiljew   | Russland    | 874,0  |
| 13   | Wolfgang Loitzl    | Österreich  | 859,6  |
| 14   | Andreas Küttel     | Schweiz     | 859,2  |
| 15   | Henning Stensrud   | Norwegen    | 855,5  |